# Fysogastrie
Fysogastrie betekent letterlijk het opzwellen van de intersegmentale vliezen, zoals dat onder andere bij mieren wordt waargenomen.
Bij een mier is dit duidelijk te zien aan een vlies tussen twee segmenten. Deze zijn meestal (vaker bij zwarte mieren en de honingpotmier) lichter gekleurd dan het pantser. Fysogastrie komt voornamelijk voor bij:
- Sommige koninginnen doordat ze veel eitjes moeten ontwikkelen of door voedseloverschot.
- Bij honingpotmieren, die een opvallende soort zijn op het vlak van fysogastrie.

Met name honingpotmieren maken van fysogastrie gebruik om voedsel op te slaan. Ze hebben gespecialiseerde werksters waarvan hun achtersegment als opslagplaats kan dienen en sterk kan opzwellen. Bij voedseloverschot worden de mieren, die al snel te zwaar zijn om zich nog te verplaatsen, door de werksters gevoed waarna het achterlijf opzwelt. Dit achterlijf noemt men bij de honingpotmier ook wel "de sociale maag", omdat de mier het voedsel niet verteert maar opspaart. Als er dan weer voedselschaarste is, geven ze hun reserves weer af aan de andere mieren.